# 崇庆县
崇庆县，中华民国初年在四川省设置的县。
明清时为崇庆州。民国初年，全国废府州厅改县，于1913年改崇庆县，历属隶川西道、西川道、第一行政督察区专员公署。1949年11月，中国人民解放军开始西南战役。12月20日，当地原效命于中华民国政府的反共救国军，打出“川西南人民协作军”的旗号，宣布“起义”。崇庆县于12月21日和平解放。同时，在原崇庆县政府，设有“崇庆县解放委员会”。
12月27日，中国人民解放军进驻成都。1950年1月4日，中共委派的军代表（县委书记）张敏、县长姚体信等十四人抵达崇庆县，开始实施军事管制。1月9日，军事代表张敏宣布“川西南人民协作军”复员解散。1月12日，成立崇庆县人民政府，同时结束“崇庆县解放委员会”。在1950年初，中共政权遂步消灭中华民国政府残余的军事武装和土匪势力，平定了崇庆县局势。
1950年起，属温江专区管辖。1970年，温江专区改称温江地区，仍隶之。1983年7月，撤销温江地区，划归成都市管辖。1994年6月，经中国国务院批准废崇庆县，设置崇州市（县级市），仍属成都市管辖。